# Edgar Forster (zdravnik)
Edgar Forster, nemški general in vojaški zdravnik, * 28. junij 1890, † 14. februar 1975.